# Алтаргана
Алтаргана — міжнародний бурятський фестиваль. Проводиться з 1994 року раз на 2 роки.

## Історія
Ідея проведення фестивалю народилася у Монголії. Ініціатором та організатором першого фестивалю, що пройшов у 1994 році, виступила Б. Мунхжаргал — спеціаліст департаменту культури адміністрації Хентійського аймака.
Перші чотири фестивалі «Алтаргану» проходили з 1994 по 2000 рік у різних аймаках Монголії як свята бурятської пісні.
2002 року фестиваль вийшов на міжнародний рівень — він пройшов у Росії. З того часу фестиваль проводиться по черзі в одному з трьох регіонів Росії (Республіка Бурятія, Забайкальський край, Іркутська область) або в Монголії. Як учасники фестивалю також виступають представники кількох аймаків Внутрішньої Монголії КНР та бурятських діаспор різних країн світу. Під час фестивалю проводяться спортивні змагання (кінні перегони, національна боротьба, стрільба з лука, розбивання кісток «еер шаалган»), концерти, наукова конференція.

## Етимологія

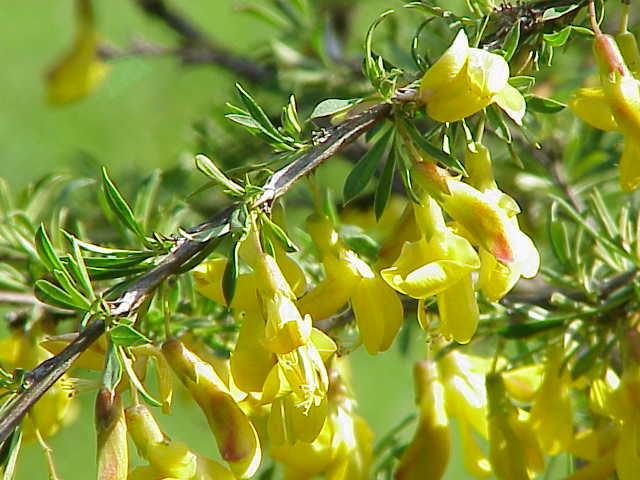
Алтаргана

Фестиваль зветься степового чагарника сімейства бобових — карагани карликової (лат. caragana pygmaea, в бурятській та монгольській мовах — Алтаргана), рослини з дуже сильною та розвиненою кореневою системою, що символізує народне «коріння».
За словами Б. Мунхжаргал, назву свята придумали жителі Дадал сомону Хентійського аймаку, де вперше проводився фестиваль і 25 % населення становлять буряти.

## Роки проведення та географія фестивалю
Фестиваль проводиться раз на два роки:
1. Алтарган-1994 — Дадал сомон, Хентій аймак (Монголія)
2. Алтаргана-1996 — Биндер сомон, Хентій аймак (Монголія)
3. Алтаргана-1998 — Батширеет сомон, Хентій аймак (Монголія)
4. Алтарган-2000 — Дашбалбар сомон, Дорнод аймак (Монголія)
5. Алтаргана-2002 — Агінський Бурятський автономний округ (Росія)
6. Алтаргана-2004 — м. Чойбалсан, Дорнод аймак (Монголія)
7. Алтаргана-2006 — м. Улан-Уде, Республіка Бурятія (Росія)
8. Алтаргана-2008 — м. Іркутськ, Іркутська область (Росія)
9. Алтаргана-2010 — м. Улан-Батор (Монголія)
10. Алтаргана-2012 — Агінський Бурятський округ, Забайкальський край (Росія)
11. Алтарган-2014 — Дадал сомон, Хентій аймак (Монголія)
12. Алтаргана-2016 — м. Улан-Уде, Республіка Бурятія (Росія)
13. Алтаргана-2018 — м. Іркутськ, Іркутська область (Росія)[4]
14. Алтаргана-2020 — п. Агінське, Забайкальський край (Росія) (через пандемію COVID-19 фестиваль перенесено на 2022 рік)